# Werner Spec

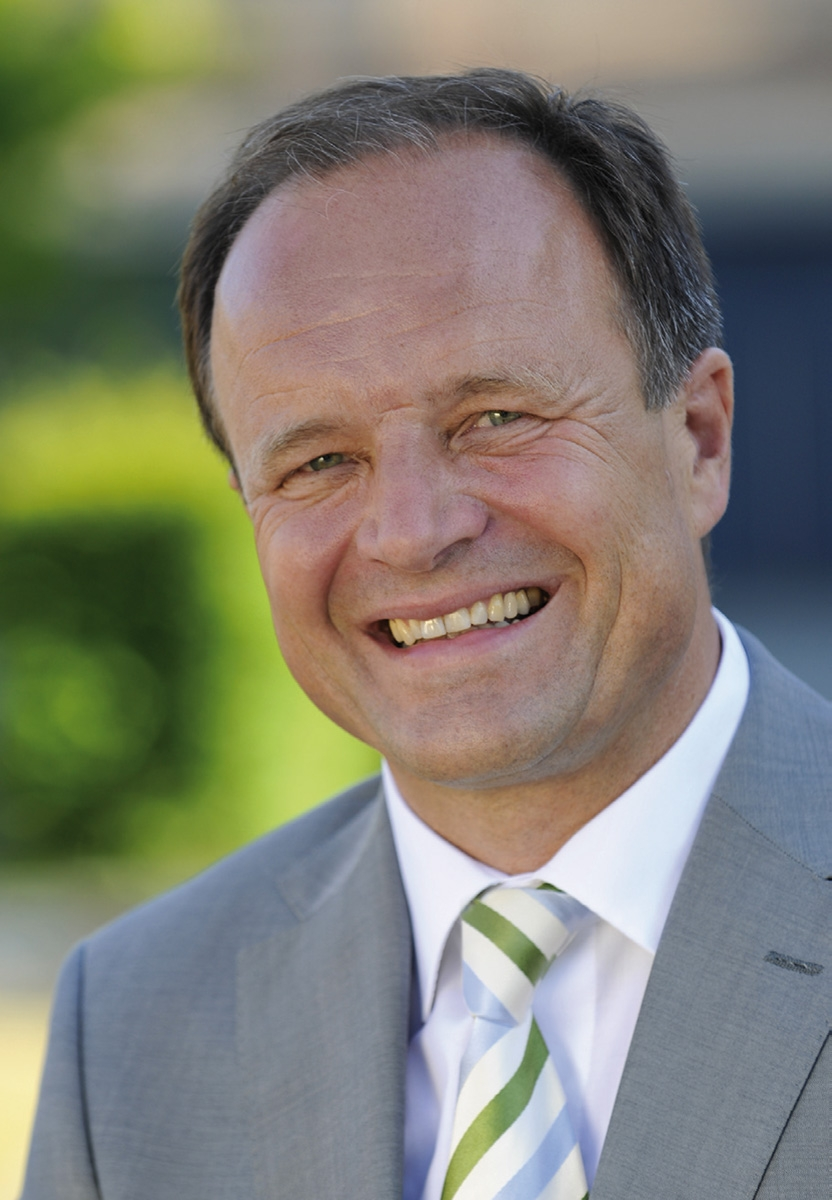
Werner Spec 2011

Werner Spec [ˈʃpeːts] (* 1. Februar 1958 in Sigmaringen) ist ein deutscher Politiker. Der Parteilose war von 1999 bis 2003 Oberbürgermeister der Stadt Calw und von 2003 bis 2019 Stadtoberhaupt von Ludwigsburg.

## Beruflicher Werdegang

### Sigmaringen und Ulm
Nach dem Abitur in Sigmaringen, Bundeswehr und Studium an der Fachhochschule Stuttgart mit Abschluss als Diplom-Verwaltungswirt (FH) war Spec zunächst als Stadtkämmerer und Kaufmännischer Werkleiter der Stadtwerke in Sigmaringen tätig. Von 1992 bis 1996 leitete er die Stadtkämmerei Ulm.

### Calw
Danach war er Finanzbürgermeister und bis 2003 Oberbürgermeister der Stadt Calw. Für seine Verdienste um die Stadt wurde er 2003 mit der Hermann-Hesse-Medaille der Stadt Calw ausgezeichnet.

### Ludwigsburg
Seit 2003 war Spec Oberbürgermeister von Ludwigsburg. 2011 wurde er mit 77,8 Prozent der Stimmen bei einer Wahlbeteiligung von 20,2 Prozent im Amt bestätigt, dabei erreichte er 4,8 Prozentpunkte mehr als 2003. Am 30. Juni 2019 wurde Spec bei einer Wahlbeteiligung von 36,55 Prozent mit 29,44 % überraschend im ersten Wahlgang abgewählt. Nachfolger wurde ab 1. September 2019 der parteilose Jurist und gebürtige Stuttgarter Matthias Knecht.

### Parteipolitische Zugehörigkeit
Spec ist kein Parteimitglied, er saß jedoch von 2009 bis 2014 für die CDU in der Regionalversammlung des Verbands Region Stuttgart. 2014 kandidierte er nicht erneut. Er nahm als OB die Interessen der Stadt Ludwigsburg u. a. beim Städtetag Baden-Württemberg, beim Deutschen Städtetag und beim Nachhaltigkeitsbeirat der Bundesregierung wahr. Er wurde bei den Kommunalwahlen am 26. Mai 2019 auf der Liste der Freien Wähler in den Kreistag des Landkreises Ludwigsburg gewählt.

## Politische Schwerpunkte

### Nachhaltige Stadtentwicklung
Einer der Schwerpunkte seiner Arbeit als Oberbürgermeister in Ludwigsburg ist die Nachhaltige Stadtentwicklung: Seit dem Start der Bürgerbeteiligung am Stadtentwicklungskonzept mit der ersten Ludwigsburger Zukunftskonferenz im Jahr 2004 treiben Bürgerschaft, Gemeinderat und Stadtverwaltung gemeinsam diesen Prozess weiter voran. Für die kontinuierliche, integrierte Form der Bürgerbeteiligung wurde der Stadt 2008 der Deutsche Lokale Nachhaltigkeitspreis „Zeitzeichen“ verliehen, 2014 hat Ludwigsburg beim Wettbewerb Deutscher Nachhaltigkeitspreis unter den Städten mittlerer Größe den ersten Platz erreicht. Zu Spec' politischen Schwerpunkten zählt auch die moderne Energienutzung: Ludwigsburg ist seit 2011 Modellkommune für Elektromobilität und betreibt seit 2009 das momentan größte Holzheizkraftwerk seiner Art in Baden-Württemberg.
Mit Hilfe des Gemeinderats und der Stadtverwaltung gelang ihm mit der Revitalisierung des Einkaufszentrums Marstall den Niedergang des Einzelhandels in der Stadt zu stoppen. Kritische Stimmen hatte er im Machtkampf mit Landrat Rainer Haas um die Verbesserung des ÖPNV ausgelöst, der eine Stadtbahn auf Rädern (BRT-Schnellbusse) zunächst verhindern wollte. Dies soll im Rahmen des Programms Saubere Luft zur Vermeidung von Fahrverboten zeitnah umgesetzt werden.

### Energieversorgung und Wohnungsbau
Weitere seiner Arbeitsschwerpunkte sind die Energieversorgung und der Wohnungsbau: Nach der Fusion der Stadtwerke Ludwigsburg-Kornwestheim im Jahr 2008 treibt das kommunale Unternehmen mit ihm als Aufsichtsratsvorsitzendem moderne Fernwärme-Konzepte voran und steigt nun auch in den Betrieb des Stromnetzes ein. Die städtische Wohnungsbau Ludwigsburg GmbH, bei der Spec ebenfalls Aufsichtsratsvorsitzender ist, beteiligt sich aktiv an nachhaltigen Maßnahmen zur Stadtentwicklung mit sozialen Modellen wie „Fair Wohnen“, der Organisation von Baugruppen in neu entstehenden Wohngebieten und der energetischen Sanierung von Bestandsgebäuden bei der Umwandlung ehemaliger Gebäude der Bundesanstalt für Immobilienaufgaben im Rahmen des Bund-Länder-Förderprogramms „Soziale Stadt“ für den neu zusammenwachsenden Stadtteil Grünbühl-Sonnenberg. Spec ist auch Mitglied im Verbandsrat des Bundesverbands für Wohnen und Stadtentwicklung e. V. (vhw). Die Öffnung des Westausgangs am Bahnhof gelten zusammen mit dem Bau der MHP Arena und dem Dienstleistungszentrum als wichtige Stadtentwicklung für die Weststadt. In seiner Amtszeit stieg durch die weitere Ansiedlung von Firmen die Zahl der Arbeitsplätze in den letzten sechs Amtsjahren um 12.000 auf 54.000 und damit auch die Einwohnerzahl von 85.000 auf über 93.000.

### Kunst- und Kulturförderung
Spec setzt sich als Aufsichtsratsvorsitzender der Ludwigsburger Schlossfestspiele und der Dauergartenausstellung Blühendes Barock am Schloss Ludwigsburg für die Kunst- und Kulturlandschaft der Region und darüber hinaus ein. Als 1. Vorsitzender der KulturRegion Stuttgart e. V. arbeitet er daran, die kulturellen Angebote und Institutionen besser zu vernetzen. Ihm gelang auch die Akademie für Darstellende Kunst in Ludwigsburg anzusiedeln. Nach der Abwahl als Oberbürgermeister nach 16 Jahren im Amt bedankte sich das Sinfonieorchester Ludwigsburg beim Empfang der Stadt am 25. Juli 2019 im Reithaus beim scheidenden Stadtoberhaupt für die langjährige Förderung der Kultur in Ludwigsburg und insbesondere des Orchesters mit der Verleihung der Ehrenmitgliedschaft.